# Matrona basilaris
Matrona basilaris är en trollsländeart. Matrona basilaris ingår i släktet Matrona och familjen jungfrusländor. IUCN kategoriserar arten globalt som livskraftig.

## Underarter
Arten delas in i följande underarter:
- M. b. basilaris
- M. b. japonica